# Paul Kedelv
Gustaf Paul William Kedelv f. Karlsson, född den 12 april 1917 i Orrefors, Hälleberga församling, Kalmar län, död den 2 september 1990 i Reijmyre, Skedevi församling, Östergötlands län, var en  svensk glasformgivare.
Kedelv började arbeta som elev i ritateljén på Orrefors glasbruk 1931 med handledare som Simon Gate och Edward Hald. 1949–1956 var Kedelv verksam vid Flygsfors glasbruk där han bland annat ritade coquilleglas samt produkter i underfångsglas. Mellan1956 och 1977 arbetade han vid Reijmyre glasbruk. Kedelv har även formgivit produkter för Nybrofabriken i Fröseke och Fåglaviks glasbruk.